# RoH 월드 식스맨 태그팀 챔피언십
RoH 월드 식스맨 태그팀 챔피언십(RoH World 6Man Tag Team Championship)은 RoH의 3인조 태그팀 챔피언십이다.

## 역사
2016년 9월 30일 초대 챔피언을 결정하기 위한 토너먼트 경기가 진행되었다.

## 역대 챔피언
- 더 킹덤
- 브리스코 형제 & 불리 레이